# Симба
Си́мба (англ. Simba; в переводе с суахили — «лев») — вымышленный персонаж и главный герой франшизы «Король Лев». Впервые появившись в мультфильме «Король Лев» (1994), персонаж бежит из родных земель, когда его отец, король Муфаса, был убит его предательским дядей Шрамом. Несколько лет спустя Симба возвращается домой, чтобы примирить свою детскую травму, противостоять Шраму и вернуть себе место короля Земель Прайда. Впоследствии он появляется в продолжениях «Король Лев 2: Гордость Симбы» и «Король Лев 3: Хакуна матата». Первоначально Симба был озвучен актёрами Мэттью Бродериком (взрослый) и Джонатаном Тейлором Томасом (львёнок); потом персонажа озвучивали различные актёры.
Созданный сценаристами Ирен Меччи, Джонатаном Робертсом и Линдой Вулвертон, Симба претерпел несколько изменений по мере создания сюжета фильма, в том числе сделав его более симпатичным персонажем и, в частности, установив его семейные отношения со Шрамом. Хотя Симба задуман как оригинальный персонаж, он был вдохновлён Бэмби из одноимённого мультфильма, Моисеем и Иосифом из Библии и Гамлетом из одноимённой пьесы Уильяма Шекспира. Несмотря на несколько сходств с главным героем из аниме-сериала «Кимба Белый лев», Disney утверждает, что Симба не был вдохновлён Кимбой. Марк Хенн и Рубен А. Акино выступали в качестве аниматоров маленького и взрослого Симбы, соответственно, причем оба аниматора исследовали живых львов и черпали вдохновение из актёров озвучивания персонажа.
Симба получил смешанные отзывы от кинокритиков, некоторые из которых сочли его неинтересным как главного героя. Тем не менее, несколько публикаций считают Симбу одним из самых знаковых персонажей Disney и считают его одним из самых известных львов в популярной культуре. Сходство персонажа использовалось в нескольких связующих продуктах, включая товары, телесериалы и видеоигры. В 1997 году актёры Скотт Ирби-Ранниар и Джейсон Рейз исполнили роль персонажа на Бродвее. В 2019 году Дональд Гловер и Дж. Д. Маккрэри озвучили персонажа в ремейке.

## Создание

### Концепция
«Король Лев» был задуман в 1988 году. Хотя он считается оригинальным проектом, который рассказывает о молодом льве Симбе, который становится взрослым и учится брать на себя ответственность за свои действия, создатели фильма черпали вдохновение для персонажа из различных источников, а именно из нескольких историй о взрослении, а также из библейских образов Моисея и Иосифа. Фильм претерпел несколько изменений названия, одним из которых был «Король джунглей». По словам продюсера Дона Хана, это название должно было служить аллегорией о том, что Симбе нужно выжить и вырасти как в буквальных, так и в метафорических джунглях. Тем не менее, он был переименован в «Короля Льва», так как львы не живут в джунглях, а также из-за желания переключить внимание на более личную историю взросления Симбы. Некоторые кинематографисты прозвали мультфильм «Бэмби в Африке» из-за сходства с мультфильмом «Бэмби». Название «Симба» — слово на суахили, в переводе означающее «лев». В отличие от трёх предыдущих романтических мультфильмов Disney «Русалочка», «Красавица и Чудовище» и «Аладдин» (1992), «Король Лев» фокусируется на отношениях Симбы с его отцом.
В апреле 1992 года создатели фильма провели «сессию мозгового штурма», на которой большая часть фильма, включая личность Симбы, была переписана. Руководитель сюжета Бренда Чепмен поняла, что они написали гордого, непривлекательного персонажа. Первоначально Симба должен был остаться со своим прайдом после смерти Муфасы, пока это не было пересмотрено, чтобы сделать его более симпатизируемым персонажем. Кроме того, одной из самых ранних версий Шрама был лев-изгой, не связанный с Симбой, в другой версии Симба должен был быть выращен Шрамом. По словам президента Disney Theatrical Group Тома Шумахера, Шрам должен был убить Симбу и Муфасу одновременно, но другие персонажи приняли его за спасение Симбы от раздавления. Вместо того, чтобы встретиться с Тимоном и Пумбой, эта версия Симбы стала бы бездельником под властью Шрама, что облегчило бы его свержение. Короткая сцена, изображающая молодого Симбу, бродящего по пустыне перед встречей с Тимоном и Пумбой, также была вырезана.
Сценарист Линда Вулвертон, одна из сценаристов, которым приписывают создание персонажа, присоединилась к производству, чтобы пересмотреть сценарий, который включал в себя предоставление Симбе более сильного противника, превратив льва-изгоя в дядю Симбы. Она чувствовала, что изменение внесло в сюжет больше шекспировских элементов. Персонажа часто сравнивали с принцем Гамлетом из одноимённой трагедии Уильяма Шекспира. В более ранней версии сценария Симба должен был проиграть свой последний бой Шраму, будучи выброшенным со Скалы Предков, прежде чем его дядя в конечном итоге сгорит заживо. Младший брат Налы Мхиту, которого Симба должен был спасти от раздавления, также был вырезан, а также троица друзей детства Симбы. Некоторое время сюжетная команда изо всех сил пыталась придумать убедительную причину, почему Симба поверил, что он виновен в смерти Муфасы, не убив его. Художник по сюжету Крис Сандерс объяснил, что ключом было принятие того, что маленький ребёнок в чрезвычайно эмоциональном состоянии просто поверит в то, что сказал ему дядя.
Обращаясь к онлайн-спекуляциям о том, что Симба и Нала возможно могут быть в родстве, поскольку Муфаса и Шрам являются единственными взрослыми львами-самцами, идентифицированными в фильме, Вулвертон признала, что, хотя это возможно, она никогда не писала Симбу и Налу как родных или двоюродных брата и сестру" Хотя Вулвертон признала, что такие песни, как «Hakuna Matata», не были существенными для сюжета и появились в процессе написания сценария, она подтвердила, что это помогает продемонстрировать Симбу во время его фазы «потерянного мальчика». Некоторые из маркетинговой команды Disney сомневались в товарности Симбы, так как большинство главных персонажей Disney в то время были женщинами или принцессами.

### Озвучивание
Взрослого Симбу озвучил актёр Мэттью Бродерик. Как первый выбранный актёр для «Короля Льва», Бродерик узнал, что Disney заинтересовалась им в главной роли, когда он отдыхал в Ирландии, куда Disney прислала ему эскизы Симбы и других персонажей из мультфильма. Режиссёры наняли его на основе его роли в подростковом комедийном фильме «Феррис Бьюллер берёт выходной». По словам Хана, Бродерик был выбран, потому что его голос вызывал персонажа, который мог быть безответственным, но при этом привлекательным, но «мог вернуться очень героическим образом». Минкофф напомнил, что актёр смог очеловечить персонажа, не позволяя герою «стать двухмерным», используя сочетание чувствительности, вдумчивости и юмора. Актёр также немного понизил свою голос, чтобы установить зрелость Симбы, как только он решит стать королём. Принимая участие в фильме с самого начала разработки, Бродерик сказал, что он всегда считал, что «Король Лев» был экранизацией «Гамлета», элементы которого были наиболее заметны, когда он был впервые выбран. Бродерик работал над фильмом в течение двух-трёх лет, часто перезаписывая свою работу в соответствии с тем, что нарисовали аниматоры несколько месяцев спустя. Хотя Бродерик записал большинство своих фраз в одиночку, он ненадолго записался с оригинальной актрисой, которая была выбрана на роль Налы, пока она в конечном итоге не была заменена Мойрой Келли, что Бродерик понял только на премьере фильма. Актёр сказал, что иногда чувствовал себя оставленным при записи своих реплик, которые были более мрачными по сравнению с актёрами второго плана, а именно Нейтаном Лейном и Эрни Сабеллой в роли Тимона и Пумбы.
Disney прослушала десятки детей-актёров на роль юного Симбы, чтобы найти актёра, который мог бы воплотить «неистового маленького ребёнка». Актёр Джонатан Тейлор Томас был выбран на роль речи молодого Симбы. На то момент ему было 12 лет. Томас не изменил свой голос для персонажа, а просто говорил «с настоящим детским духом», так как режиссёры мультфильма описали Симбу как «энергетически дерзкого». Томас записывал свои фразы в часовых сессиях в течение полутора лет. Поскольку он работал сам по себе, он импровизировал многое из того, что другие персонажи должны были сказать его персонажу из-за отсутствия других актёров на съёмочной площадке. Из-за своего плотного графика и других обязательств Томас записал некоторые из своих диалогов на съемочной площадке «Большого ремонта», в котором он снимался параллельно, так как обе постановки были сняты на площадке Disney в Бербанке. Его сеансы записи были записаны на видео, которое аниматоры использовали для включения некоторых выражений и манер Томаса в их зарисовки, а именно «хитрую улыбку» актёра. Его внешность и личность послужили творческим вдохновением для аниматоров, в частности, для Марка Хенна. Актёр назвал любопытство Симбы похожим на его собственное. Он также сравнил Симбу со своим персонажем «Большого ремонта» Рэнди Тейлором, описав обоих как «любопытных детей, интуитивно понятных и уверенных в себе, всегда готовых бросить этот быстрый, этот маленький комментарий». Хан вспоминал «грубого Томаса» во время некоторых сессий записи, когда его персонаж должен был быть активным или задыхаться, чтобы добиться убедительного исполнения.
Хотя Бродерик дважды записывал песни своего персонажа, студия решила не использовать его вокал, который актёр приписывал Disney, которая интересуется более поп-ориентированным звучанием, чем на что он был способен. Солист группы Toto Джозеф Уильямс и актёр Джейсон Уивер озвучили вокал взрослого и юного Симбы, соответственно. Уильямс был первоначально нанят для записи всего вокала Аладдина. Тем не менее, авторы песен «Аладдина» предпочли более театральный голос поп-рок исполнителя Уильямса и в конечном итоге заменили его актёром Брэдом Кейном. Несколько месяцев спустя музыкальный руководитель Disney Крис Монтан пригласил Уильямса обратно в студию, чтобы записать несколько демозаписей, которые в конечном итоге стали песнями, используемыми в «Короле Льве». Хотя Уильямс предположил, что его заменят, все его вокальные партии были сохранены. Уильямс утверждает, что Бродерик был расстроен тем, что Disney решила дублировать его. Он записал песни «Hakuna Matata» и «Can You Feel the Love Tonight».
Впечатлённые выступлением Уивера в роли молодого Майкла Джексона в мини-сериале The Jacksons: An American Dream, авторы песен Элтон Джон и Тим Райс наняли его для записи песен «I Just Can’t Wait to Be King» и «Hakuna Matata», когда «Король Лев» был ещё на ранней стадии производства, после чего была завершена небольшая анимация. Уивер записал «I Just Can’t Wait to Be King» всего через несколько дней после завершения мини-сериала, и Джон, в частности, поручился за своё участие в фильме. Впечатлённые его выступлением, режиссёры рассмотрели возможность предложить Уиверу роль речи, прежде чем узнать, что переговоры с Томасом уже завершены. Disney первоначально предложила Уиверу 2 миллиона долларов за его работу над «Королём Львом», но мать Уивера отказалась в пользу сделки, обеспечивающей 100 000 долларов авансом и пожизненными роялти. Уивер получает часть дохода от фильма каждый раз, когда он повторно выходит, и с тех пор его общий заработок превысил первоначальное предложение Disney. Актёр Фрэнк Уэлкер обеспечил рёв взрослого Симбы и всех других львов, имитируя эффект с помощью мусорного бака.

### Личность и дизайн
Дисней уже давно отрицает, что «Король Лев» основан на аниме-сериале «Кимба, белый лев», несмотря на сходство между именами «Симба» и «Кимба», а также на некоторые концептуальные зарисовки, изображающие Симбу как белого льва. Студия утверждает, что любые параллели являются случайными. Тем не менее, Бродерик утверждает, что он думал, что изначально был выбран в американском ремейке Кимбы, потому что поначалу персонажи казались такими похожими. Поскольку Disney тогда отдавала предпочтение «Покахонтас», а не «Королю Льву», к первой из которых тяготели большинство их опытных аниматоров, так как студия считала его более многообещающим из двух фильмов, Симба был одним из немногих персонажей «Короля Льва», анимированных в главной локации студии в Калифорнии. Это оказалось сложной задачей для производственной команды, так как у Симбы было несколько сцен с персонажами, которые были анимированы во Флориде.
Роль аниматора Симбы была разделена между Рубеном А. Акино и Марк Хенн, первый из которых был первым аниматором, нанятым для «Короля Льва». Хенн служил аниматором юного Симбы, а Акино анимировал его во взрослом возрасте. Акино и Хенн работали над персонажем из студий Disney в Калифорнии и Флориде соответственно. По словам Акино, анимировать четвероногих существ трудно, потому что художники должны рисовать в два раза больше ног, чем у человеческих персонажей, при этом в том же время включать человеческие качества. Для помощи Акино черпал вдохновение из предыдущих мультфильмов Disney о животных, ссылаясь на «Бэмби», «Леди и Бродягу» и «Книгу джунглей» в качестве отсылок. Акино основывал свои ранние зарисовки Симбы на Бродерике, чей голос, по его словам, предлагает персонажу «много юмора и уязвимости … что действительно дало мне что-то, чтобы идти дальше и облегчило мне конкретизацию моего выступления». Акино тихо рисовал Бродерика в прямом эфире во время его сессий, что в конечном итоге информирует друг друга о выступлениях. Поскольку взрослая версия персонажа представлена слегка подавленной, Акино первоначально привлёк к нему грустные, душевные глаза и растрёпанную гриву, но переделал его, чтобы он выглядел более героически по просьбе Хана. В результате Симба стал напоминать Муфасу. Чтобы убедиться, что персонаж выглядит правдоподобно, Акино изучил живых львов, находящихся в студии, и проконсультировался с зоологами.
Хенн анимировал сцены Симбы с начала фильма примерно до сцены «Хакуна Матата», включая первое появление Симбы во взрослом возрасте в конце песни. До «Короля Льва» его опыт в качестве аниматора ограничивался преимущественно женскими персонажами, ранее он работал над Ариэль из «Русалочки», Белль из «Красавицы и Чудовища» и Жасмин из «Аладдина». Первоначально он активно проводил кампанию, чтобы анимировать злодея, Шрама, потому что он хотел сделать что-то другое, чем принцессы, которыми он стал известен, но Хан убедил его работать над Симбой из-за его опыта работы с главными героями. Хан напомнил Хенну, что успех всего фильма зависит от дизайна Симбы, так как он считается самым важным персонажем в «Короле Льве», и аниматор, тем не менее, нашёл это долгожданным отходом от ведущих дам. Помимо Андреаса Дежи, который анимировал Шрама, Хенн был самым штатным аниматором в мультфильме, чей состав в основном состоял из новых или начинающих аниматоров. Симба оказался вызовом, потому что Хенну было поручено создать анимиционного персонажа, который впервые будет появляться и вести себя как настоящий львёнок. Чтобы добиться надёжности, Хенн посещал зоопарки, изучал живых львят, которые были отданы в аренду студии для исследований, и консультировался с профессионалами в области дикой природы. Хенн утверждал, что аниматоры не могут просто использовать своих кошек в качестве эталонных моделей из-за их различных анатомий. Вспоминая их усилия сделать его персонажа как можно более реалистичным, Хенн сказал, что, в отличие от домашних кошек, львята «имеют силу … лежащую в основе этого, казалось бы, мягкого внешнего вида». Он также отвечал за то, чтобы внешний вид Симбы оставался последовательным между ним, режиссёрами и другими аниматорами.
Когда дело дошло до анимации сцены «I Just Can’t Wait to Be King», Хенн счёл необходимым, чтобы Симба оставался на четвереньках, несмотря на то, что персонаж демонстрирует человеческие характеристики, танцуя. Аниматоры часто наблюдали и снимали сеансы записи актёров озвучивания, используя их манеры в качестве визуального ориентира, при этом Томас оказал особенное влияние на дизайн и личность Симбы. Хенн описал свою версию персонажа как молодого, дерзкого, неопытного детёныша, который ещё не повзрослел, что, как он надеялся, напомнит зрителям об их молодости. По сравнению со взрослым Симбой, Хенн описал его как «более свободным» и менее физически уверенным, что позволило ему нарисовать его «немного более неловким, его лапы были немного больше, они могли быть немного более гибкими, когда он взрослый». Хотя Хенн и Акино не тратили много времени на обсуждение дизайна персонажа друг с другом, оба художника ссылались на живых львов и получали информацию от одной и той же исследовательской группы, чтобы определить, как Симба должен выглядеть и вести себя. Кэтрин Хинман из Orlando Sentinel заметила, что обширные исследования аниматоров привели к тому, что «львёнок, который двигается, как его аристократические двоюродные братья в саванне, но ведёт себя как ребёнок на улице». Том Бэнкрофт, аниматор, который работал над Симбой под руководством Хенна, описал своего руководителя как самого быстрого аниматора в Disney на то момент, что затрудняло другим аниматорам приобретение своих сцен для анимации, как Хенн обычно делал их сам. По данным Университета Академии художеств, работа Хенна над Симбой «ещё больше укрепила его место в истории [анимации]».
Некоторые журналисты считают, что грива Симбы была основана на том, как певец Джон Бон Джови укладывал волосы в 1980-х годах. У Симбы 55 % экранного времени в качестве детёныша, а остальные 45 % в качестве взрослого льва. На момент выхода фильма у Симбы было больше всего экранного времени из всех героев Disney, появившись в 49,71 % фильма (или 43 минуты и 51 секунда).

## Описание
Симба — сын Короля-льва Муфасы и королевы Сараби, племянник Шрама. В детстве был неугомонным и любопытным львёнком, из-за чего часто попадал в неприятности. После внезапной смерти отца (в которой винит себя) львёнок был вынужден покинуть родное королевство. За пределами родины львёнка приютили и воспитали сурикат Тимон и бородавочник Пумба, и бок о бок с ними беглый юный принц живёт беззаботную и лёгкую жизнь. Став взрослым, Симба встречается с духом погибшего отца, убедившего его в истинном предназначении. Прозревшему и разобравшемуся в себе принцу предстояло вернуться и спасти Земли Прайда от окончательного упадка.
Ныне он — король Земель Прайда, муж Налы и отец трёх детей: дочери-наследницы Киары, сына Кайона (лидера Львиной Охраны) и старшего сына Копы.

## Появления
Симба впервые появляется в мультфильме «Король Лев» в качестве детёныша, сына короля Муфасы и королевы Сараби. Как наследник Муфасы, Симбе суждено стать следующим королем Земель Прайда. Тем не менее, ревнивый дядя Симбы Шрам осуществляет заговор против него, чтобы захватить трон, убивая Муфасу после того, как тот спас Симбу от гну, и убеждая Симбу, что он виновен в смерти Муфасы. Искалеченный чувством вины, Симба бежит в джунгли, где он дружит с Тимоном и Пумбой, сурикатом и бородавочником, которые воспитывают его и учат его вести беззаботный образ жизни, но Симба постоянно изо всех сил пытается игнорировать своё прошлое. Спустя годы Симбу находит его подруга детства Нала и убеждает вернуться в Земли Прайда, которые стали бесплодными под властью Шрама. После посещения Рафики и духа Муфасы, который напоминает ему о его обязанностях, Симба сталкивается со Шрамом, который, наконец, признаётся в убийстве Муфасы, и побеждает его, возвращая своё место в качестве короля. С восстановлением порядка у Симбы и Налы появляется детёныш, который открыл надежду на будущее Земель Прайда.
В мультфильме «Король Лев 2: Гордость Симбы» Симба и Нала вспоминают о рождении своей дочери Киары, которую Симба чрезмерно защищает, так как она вырастает авантюрной и мятежной, каким был он. Симба обнаруживает, что Киара посетила запретное Чужеземье — дом вражеского прайда изгнанных последователей Шрама, известных как Отщепецы, и подружилась с Кову, младшим сыном лидера прайда Зиры. Без их ведома Зира ухаживает за Кову, чтобы отомстить за Шрама, свергнув Симбу. Несколько лет спустя Кову спасает Киару от пожара, начатого братом и сестрой Кову, Нукой и Витани. Симба неохотно позволяет Кову, который утверждает, что покинул Отщепенцев, жить с ними, но продолжает действовать холодно по отношению к нему. Будучи свидетелем растущей дружбы Киары и Кову, Симба решает провести день, знакомясь с Кову. Понимая, что Кову начинает вставать на сторону Симбы из-за его чувств к Киаре, Зира устраивает засаду на Симбу и убеждает его, что Кову организовал атаку. После того, как Симба сбежал, он изгоняет Кову и запрещает Киаре видеть его, что побуждает её уйти. Когда идёт битва между Прайдлендерами и Отзепенцами, Киара и Кову возвращаются, чтобы остановить их, а Киара помогает Симбе и прайдам мирно примирить свои разногласия. Зира нападает на Симбу, когда он собирается принять Отщепенцев обратно в свой прайд, но её перехватывает Киара, в результате чего львицы упали на край скалы. Безопасно приземлившись на выступ, Киара предлагает помочь Зире, которая изо всех сил пытается удержаться. Однако Зира, поглощённая обидой, отказывается от помощи, падает и тонет. Симба принимает Кову в прайд и примиряется со своей дочерью.
В мультфильме «Король Лев 3: Хакуна матата» Симба появляется как менее известный персонаж, потому что основное внимание в фильме уделяется закулисной роли Тимона и Пумбы и участию в событиях «Короля Льва». Хотя технически два фильма имеют один и тот же сюжет и временную линию, сюжет «Короля Льва 3» больше сосредоточен на Тимоне и Пумбе. Сурикат и бородавочник неосознанно сосуществуют вместе с Симбой, и сюжет наполняет истории двух персонажей и события, которые привели к их длительной дружбе, совпадающей и часто инициируя события, которые влияют на жизнь Симбы во время первого фильма. Эти события включают в себя памятный поклон, который происходит во время начала песни «Circle of Life», и обрушение башни животных, которое происходит во время «I Just Can’t Wait to Be King». Фильм также более подробно исследует отношения между тремя персонажами, когда Тимон и Пумба изо всех сил пытаются вырастить Симбу в качестве приёмных «родителей» и не одобряют его отношения с Налой, изображая Симбу, когда он вырастает из энергичного молодого львёнка, в неисправимого подростка и, наконец, независимого молодого льва.

## Критика
Отзывы о Симбе в целом были неоднозначными. Дэвид Стерритт из The Christian Science Monitor приветствовал его как «превосходно реализованного персонажа». Оуэн Глейберман из Entertainment Weekly описал Симбу как «удивительно выразительного», до такой степени, что он кажется более похожим на человека, чем человеческие персонажи «Аладдина» и «Русалочки». В отзыве The Fresno Bee автор Крис Джонсон назвал Симбу «самым милым маленьким клубом львов, который вы когда-либо видели», и кинокритик Роджер Эберт несколько раз описывал его как «милого» на протяжении всей своей рецензии по мультфильму. Питер Трэверс из Rolling Stone был тронуты отношениями Симбы с Муфасой. Джеймс Берардинелли из ReelViews наслаждался тем, что фильм отдаёт предпочтение взрослению Симбы, а не его романтическим отношениям с Налой, но назвал выступление Бродерика «неописуемым».
Vox описал Симбу как «наименее убедительного персонажа в „Короле Льве“, признав, что это может быть спорным мнением. Хэл Хинсон из The Washington Post дал персонажу негативный отзыв, допросив Симбу как героя и прозвав его „Воплощение Фабио в Стране львов“. Кеннет Туран из Los Angeles Times сказал, что Симба был перехвачен своими помощниками, описав его как „раздражающе звонящим“. Джошуа Старнс из ComingSoon.net назвал Симбу главным героем, описав его как „слабое звено фильма, как безвкусно спроектированное и безвкусно исполненное“. Познавая шекспировские корни персонажа, Стивен Хантер из The Baltimore Sun назвал Симбу менее убедительной версией Гамлета, кота Морриса и кота Сильвестра. Хантер также нашел взрослого Симбу менее интересным, чем юный Симба, в то время как кинокритик Джин Сискель назвал персонажа скучным. Джонни Брейсон из Bustle описал Симбу как „не такого великого, как вы помните“, несмотря на популярность персонажа, критикуя его привилегированное воспитание, высокомерие и незрелость. В 2022 году Рэйчел Улатовски из Screen Rant написала, что, несмотря на различные мнения о персонаже, „Аудитория не может отрицать, что дизайн Симбы прекрасно воплощает его роль трагичного героя“ с „интригующей внешностью, которая является героической, смелой, очаровательной, но также и уставшей и иногда растрёпанной. Контрастные элементы прекрасно изображают его как изгнанного принца, который пережил трагедию в своей жизни“.
Несмотря на смешанные отзывы персонажа, несколько критиков похвалили выступление Бродерика, включая Дессона Хоу из The Washington Post. Аннет Бэзил из FilmInk описала Бродерика как „отличного“ в роли, в то время как Питер Брэдшоу из The Guardian назвал его „превосходящем“. Майер Ниссим из Digital Spy описал работу Бродерика как „замечательную“. Несколько критиков и изданий назвали „Короля Льва“ одним из его лучших фильмов и спектаклей. Согласно биографии актёра на PBS, работа Бродерика в фильме и его продолжениях, по иронии судьбы, принесла ему „наибольший успех на экране (на сегодняшний день) в относительной анонимности“. Gold Derby сказал, что фильм принёс Бродерику легионы молодых поклонников, поставив его на шестое место в списке его лучших фильмов. Тем не менее, Джанет М. Уокер из New York Amsterdam News раскритиковал Disney за то, что он нарисовал белых актёров в роли Симбы, учитывая, что его родителей озвучивают чернокожие актёры Джеймс Эрл Джонс и Мэдж Синклер. Кристофер Нулл из Contactmusic.com раскритиковал выступление Уивера, сравнив его пение с Майклом Джексоном и сказав: „Вы почти не хотите, чтобы он преуспел“.
Когда фильм был выпущен, некоторые зрители утверждали, что во время одной из сцен Симбы он создаёт облако пыли, которое, по-видимому, складывается в слово „SEX“ на ночном небе. В иске, поданном против Disney в Техасе, студия была обвинена в включении сексуальных подсознательных сообщений в семейный фильм, в то время как католическая активистская организация „Американская лига жизни“ потребовала извинений за включение сексуального материала в свои фильмы. Аниматоп Том Сайто утверждает, что буквы на самом деле обозначали „SFX“, аббревиатура для спецэффектов, и были пасхальным яйцом, анимированным отделом спецэффектов мультфильма. Начиная с 2002 года, буквы были вырезаны из переизданий „Короля Льва“ и заменены стандартными облаками пыли.

## Наследие

### Влияние и популярность
По словам писателя Vox, Симба не такой культовый, как Шрам или Муфаса, и что они приписывали предполагаемому отсутствию воли и склонности полагаться на инструкции других персонажей. Напротив, Марк Снетикер из Entertainment Weekly описал Симбу как культового персонажа, который „потратил почти четверть века на поп-культуру“. Чхави Пури из Pinkvilla сказал, что такие персонажи, как Симба, „определили наше детство“. В том же издании Симба назвал вторым лучшим персонажем Disney всех времен и „несомненно, одним из лучших мужских персонажей Disney“, в то время как The A.V. Club поставил его на 29-е место. Looper поставил Симбу на 37-е место в списке лучших персонажей всех времён. Variety назвал Симбу одним из 25 самых знаковых персонажей Disney. По словам Арункумара Сехара из Cinema Express и Рэйчел Улатовски из Screen Rant, Симба является одним из самых культовых анимационных персонажей студии. В статье 1995 года в рейтинге „Самые влиятельные люди в сфере развлечений“, Entertainment Weekly сравнил историю успеха председателя Disney Майкла Эйснера с историей Симбы. Такие издания, как Всемирное общество защиты животных, Los Angeles Times, Wilmington Star-News и Birmingham Mail, считают Симбу одним из самых известных львов в поп-культуре. Ричард Финк из MovieWeb объявил его „самым известным львом во всём кино“.
Шарлотта Криппс из The Independent назвала Симбу второй лучшей моделью для подражания для детей. Comic Book Resources поставил Симбу на 12-е место среди самых привлекательных принцев из-за его совместимости. Collider поставил Симбу на четвёртое место в списке лучших персонажей „Короля Льва“, а также назвал лучшем главным героем Ренессанса „Диснея“» Сотрудник Тайлер Б. Сирл сказал, что Симба «имеет одну из самых сильных арк персонажей любого главного героя Disney». Comic Book Resources поставил Симбу на восьмое место в своём рейтинге, в том числе среди «самых любимых и культовых главных героев в истории анимации».
Внешность Симбы также вызвала онлайн-дебаты, обсуждая, уместно ли фанатам считать персонажа привлекательным, потому что он мультяшный лев. Несколько публикаций, таких как Refinery29, HuffPost, Seventeen, The Edge, YourTango, The Daily Edge, Pride, and Thought Catalog, включили Симбу в списки об их самых запоминающихся «мультяшных влюблённых», в то время как Elle поставила его на четвёртое место среди самых привлекательных принцев Disney. Polygon поставил Симбу на шестое место в списке «самых горячих анимационных животных», а Mashable поставил его на восьмое место Энн Коэн из Refinery29 посетовала, что в ремейке не хватает «горячей энергии Симбы» оригинального фильма. Кайла Кобб из Decider предположила, что Disney хочет, чтобы зрители знали, что «в мире львов Симба — малыш», рисуя его традиционно привлекательными и с мужскими чертами. Луис Костелло, писатель Pedestrian, сказал: «Да, это нормально, когда тебя привлекает взрослый Симба, и да, ты не единственный». В 2019 году сайт поп-культуры Punkee опубликовал статью с вопросом читателей: «Почему мы все так жаждем Симбы?», который автор Дженна Гийом объяснила длинной гривой персонажа, улыбкой, «флиртовым поднятием бровей» и голосом Бродерика. Старший преподаватель доктор Лорен Роузварн предположила, что история Симбы и развитие персонажа на протяжении всего мультфильма предлагает зрителям несколько возможностей найти его привлекательным, пройдя от раненого, остракированного детёныша до «потенциально предлагающего плохого мальчика, а затем привлекательность героя, к которому будут привлечены некоторые зрители».

### Отсылки на поп-культуру
Во время вступительной песни фильма «Circle of Life» Рафики знакомит новорождённого Симбу с большой толпой смотрящих животных, собранных у подножия Скалы Предков, стоя к краю и держа детёныша высоко над головой, в то время как Муфаса и Сараби наблюдают за ними. Сцена считается одной из самых знаменитых из мультфильма, и была пародирована в нескольких проектах с момента выхода фильма. Несколько поклонников воссоздали изображение, используя своих детей или домашних животных, в том числе, что противоречиво, певца Майкла Джексона в 1992 году, и Брендана Фрейзера в конце фильма «Джордж из джунглей». Во время финала третьего сезона «Однажды в сказке» главная героиня Эмма Свон спросила своих родителей Белоснежка и Дэвида Нолана, собираются ли они задержать её ещё неназванного младшего брата, как в «Короле Льве».
С момента выхода «Короля Льва» название «Симба» увеличилось в использовании и популярности среди владельцев домашних животных, особенно собак и кошек. По данным Comcast в 2010 году, использование «Симбы» в качестве собачьего имени возобновило популярность в 2009 году после заметного снижения в 2001 году, поставив имя на девятое место в списке «10 самых модных имен собак года». В мае 2013 года Yahoo! Lifestyle включил название в свой список «Модные имена собак». По данным YouPet, Симба является 17-м популярным именем кошек из 100 кандидатов. Care2 включил Симбу в свою статью «Всесторонние крутые имена кошек», в то время как DutchNews.nl сообщил, что Симба входит в число самых популярных имен кошек в стране по состоянию на июль 2013 года. В своём списке «Лучшие популярные имена домашних животных» BabyNames.com поставил Симбу на 64 место в своем списке самых популярных имен собак из 100, которые были рассмотрены. Yahoo! News UK сообщили, что Симба был одним из самых популярных имен домашних животных в Великобритании в 2016 году. В соответствии с ремейком «Короля Льва», Симба был самым популярным именем кошек в том году. По данным Daily Hive, Симба вошёл в число 10 самых популярных имен собак Торонто в 2021 году.